# Adelina Cojocariu
Adelina Cojocariu est une rameuse roumaine, né le 4 septembre 1988.

## Palmarès

### Championnats d'Europe
- 2015, à Poznań ( Pologne)
  -  Médaille de bronze en Huit